# 서산오토밸리

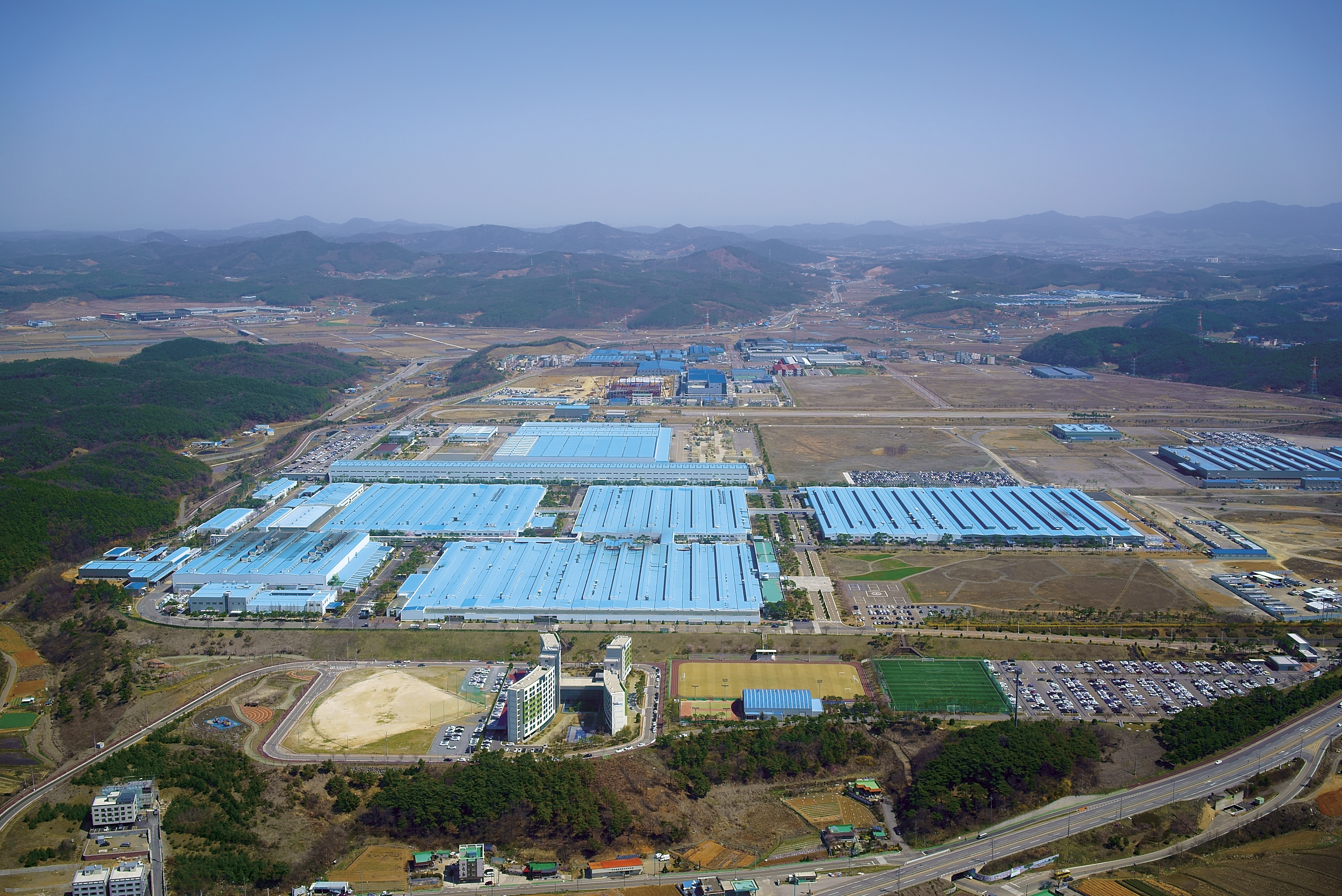
서산오토밸리 전경

서산오토밸리는 충남 서산시 지곡면 무장리, 화천리, 성연면 오사리 일원에 조성된 지방산업단지이다. 1997년에 서산일반산업단지라는 명칭으로 산업단지로 지정 승인되어 기아자동차㈜와 계룡건설산업㈜가 개발 시행하였으며, 2013년 7월 11일에 산업단지 준공인가 되었다.
2014년 5월 30일에 서산오토밸리로 단지명칭이 변경되었으며, 총조성면적은 3,989,546.9m2에 산업시설면적이 2,698,097m2, 주거용지 29,604.3m2, 지원시설구역 54,272.7m2, 공공시설구역 551,479.1m2, 녹지구역 656,093.8m2로 조성되어 있으며, 현재 현대트랜시스, SK이노베이션, 현대위아 등을 포함한 자동차 산업과 관련한 38개의 기업이 입주해있다.